# يوسف أحمد ريحان
يوسف أحمد ريحان (12 مايو 1965 في يعبد – 13 أبريل 2002 في مخيم جنين) ويُلقب «أبو جندل»، كان قائدًا ميدانيًا في معركة مخيم جنين ضد الجيش الإسرائيلي والتي انتهت بمجزرة جنين عام 2002. أعدمه الجيش الإسرائيلي رميًا بالرصاص في 13 أبريل 2002.

## حياته
وُلد  يوسف أحمد محمد ريحان كبها  في 12  مايو 1965 في بلدة يعبد جنوب جنين. درس حتى الصف الحادي عشر في مدرسة يعبد، وكان يتردد مع أصدقائه دائمًا إلى أحراش يعبد حيث استُشهد عز الدين القسام. لقبته عائلته وأصدقاؤه بأبي جندل نسبةٍ للصحابي أبو جندل بن سهيل.
سافر أبو جندل في أواخر عام 1981 إلى الأردن ثم إلى سوريا ثم إلى لبنان بهدف الالتحاق بصفوف الثورة الفلسطينية. وبعد شهورٍ من التحاقه بها، تولى أبو جندل قيادة مجموعةٍ مسؤولةٍ عن قاذفات الآر بي جي في مخيم الرشيدية خلال الاجتياح الإسرائيلي للبنان عام 1982. أُصيب خلال الاجتياح بجراحٍ خطيرة فنقلته الكتائب المسيحية اللبنانية إلى أحد مستشفيات لبنان، ولكن جرى تهريبه إلى سوريا فيما بعد، حيث استقر فيها لفترةٍ قصيرة، ثم انتقل إلى العراق وانضم إلى صفوف التدريب هناك، وبعدها عاد إلى الأردن، واعتقل هناك لمدة 8 شهور، وبعدها تزوج وعاد إلى فلسطين عام 1994.
عند عودته لفلسطين، عمل مدربًا لمجموعاتٍ من قوات الأمن الوطني الفلسطيني في أريحا، وبعدها انتقل إلى بيت لحم حيث أصبح قائدًا للقوة التنفيذية في الأمن الوطني. اتهمته إسرائيل بأنه قتل أحد جنودها وأصاب آخرين خلال اشتباكٍ مُسلح بالقرب من مسجد بلال بن رباح، وطلبت من السلطة الوطنية الفلسطينية تسليمه، إلا أنها رفضت ونُقل بعدها أبو جندل إلى جنين.
عند وصوله إلى جنين، تولى عدة مهامٍ في صفوف قوات الأمن الوطني. عندما بدأ الجيش الإسرائيلي بحشد قواته وآلياته الثقيلة بالقرب من مخيم جنين، وذلك تمهيدًا لاجتياحه في 3 نيسان (أبريل)، قرر أبو جندل الانتقال برفقة مجموعةٍ إلى المخيم لمساعدة الثوار فيه، حيثُ نُصب قائدًا عليهم. عمل أبو جندل والمقاومين الفلسطينيين على مقاومة الجيش الإسرائيلي، حيثُ تركزت خططهم على الهجوم أكثر من الدفاع، واستمروا بذلك لمدة 10 أيام، حيث نفذت الذخيرة والطعام والماء منهم. تذكرُ المصادر أنَّ بعد نفاذ الذخيرة والماء والطعام التي كان يمتلكها أبو جندل، فإنَّ بعض النساء طلبنَّ منه خلع زيه العسكري والتنكر بثيابٍ أُخرى، وذلك لمحاولة تجنب إلقاء الجيش الإسرائيلي القبض عليه، إلا أنهُ رفض ذلك.
بعد اجتياح الجيش الإسرائيلي لمخيم جنين، ألقوا القبض على أبو جندل ووضعوه في وسط المخيم، وأعدموه رميًا بالرصاص في 13 نيسان (أبريل) 2002. تذكر بعض المصادر أنَّ جنود الجيش الإسرائيلي التقطوا صورًا له بعد وفاته احتفالًا بنجاحهم بالمعركة. استطاع أهله فيما بعد أخذ جثته ودفنته ببدلته العسكرية في مقبرة يعبد.
يشتهرُ أبو جندل بقولٍ له أثناء جدالٍ حاد مع ضابطٍ في الجيش الإسرائيلي عند مدخل بيت لحم الشمالي، حيثُ قال له: «إذا أطلقت رصاصةً على الأطفال سأطلق 100 رصاصة».

## في التلفاز
لعب الممثل عباس النوري دور أبو جندل في مسلسل الاجتياح الذي يصور معاناة الشعب الفلسطيني خلال اجتياح الضفة الغربية ومجزرة جنين سنة 2002.

## وصلات خارجية
- وثائقي حول جنين عام 2002 على يوتيوب (بين 35.00-35.10 يرد ذكر كيفية إعدام الجيش الإسرائيلي لأبو جندل).
- وثائقي حول يوسف أحمد ريحان على يوتيوب عبر قناة فلسطين.